# Nudelman-Richtěr NR-30

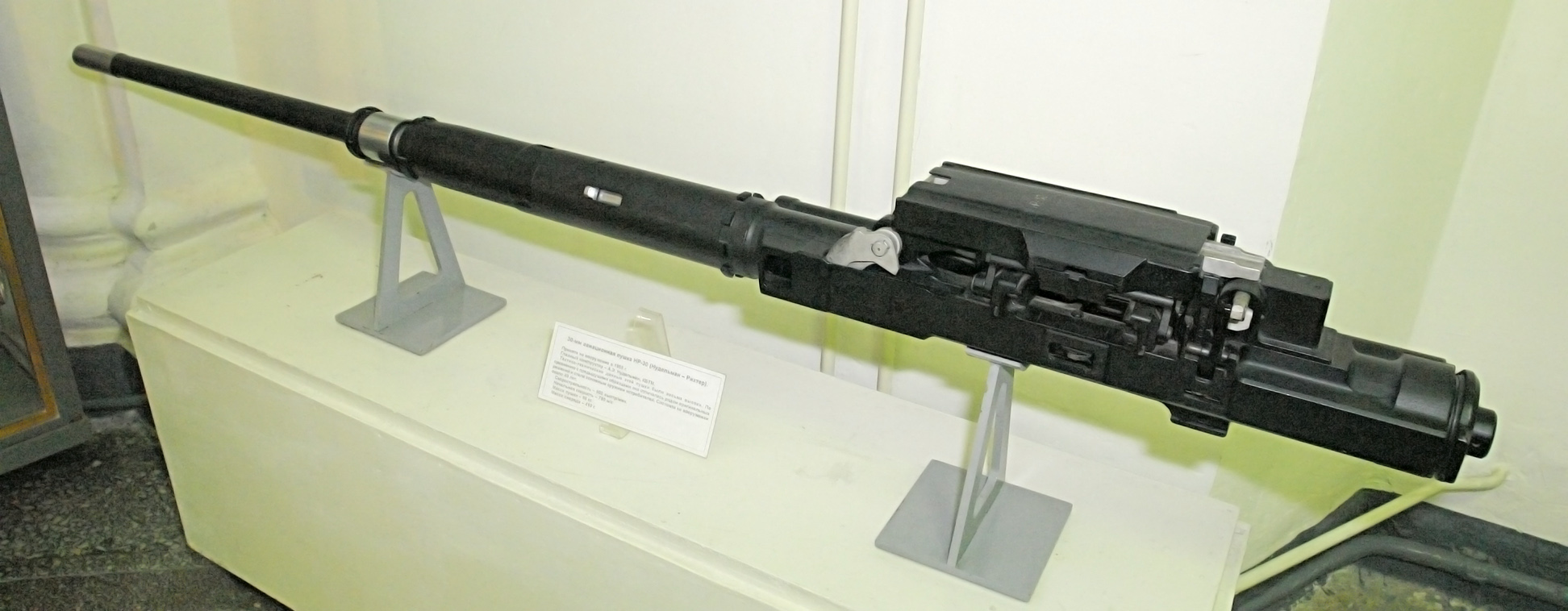
NR-30 v petrohradském muzeu

Nudelman-Richtěr NR-30 byl sovětský automatický kanón široce používaný v mnoha sovětských vojenských letadlech jako MiG-19, MiG-21F a -F13, Suchoj Su-7, Suchoj Su-17 nebo Suchoj Su-22. Byl navržen A. E. Nudelmanem a A. A. Richtěrem a do služby byl zařazen v roce 1954.
NR-30 byl jednohlavňový kanón s krátkým zákluzem; v podstatě zvětšená verze kanonu NR-23 ráže 23 mm, zařazený v roce 1949. Používal masivní projektil, který vážil více než dvojnásobek hmotnosti 23mm náboje kanónu NR-23, vyžadoval tedy úsťovou brzdu s integrovaným tlumičem plamene, aby se zabránilo poškození draku letounu. Před příchodem NR-30 byly sovětské stíhací letouny standardně vyzbrojeny dvěma kanony ráže 23 mm a jedním ráže 37 mm. Ty však byly balisticky odlišné. 23mm byl docela silný, ale měl relativně nízkou úsťovou rychlost, zatímco 37mm postrádal kadenci a zásoba munice byla také nižší.
MiG-15 měl obvykle 80 patron pro každý kanon ráže 23 mm a 40 patron pro jeden kanon N-37 ráže 37 mm. 30mm kanon měl destruktivní sílu a balistické vlastnosti srovnatelné s kanonem ráže 37 mm a rychlost střelby lepší než NR-23 ráže 23 mm.